# Trochus histrio
Trochus histrio is een slakkensoort uit de familie van de Trochidae. De wetenschappelijke naam van de soort is voor het eerst geldig gepubliceerd in 1842 door Reeve.

Groenachtige vorm
Rode vorm
Jeugdig